# 奎恩斯維爾 (印地安納州)
昆斯維爾（英語：Queensville）是位於美國印地安納州詹寧斯縣的一個非建制地區。該地的面積和人口皆未知。